# 섬광관

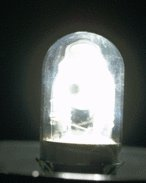

플래시램프라고도 불리는 섬광관은 매우 단시간 동안 매우 강한, 비간섭성 전체 스펙트럼 백색광을 생성하기 위한 전기 아크 램프이다. 플래시튜브는 양쪽 끝에 전극과 유리관의 길이로 제조되고, 트리거되면 이온화하고 빛을 생성하기 위해 고전압 진동을 행하는 가스로 채워져 있다.

## 구조

크세논 플래시 튜브 U 자형

램프가 희가스로 채워진 밀폐 유리 튜브를 포함하고, 일반적으로 크세논과 전극은 가스의 전류를 운반한다. 또한, 고전압 전원은 트리거 이벤트와 가스를 재충전해야 한다. 충전된 축전기는 일반적으로 램프가 트리거될 때 매우 높은 전류의 매우 신속한 전달을 허용하도록 플래시의 에너지를 공급하기 위해 사용된다.

## 작동
램프의 전극은 일반적으로 변압기 및 정류기를 사용하는 비교적 높은 전압 (일반적으로 250 내지 5000 볼트 사이)으로 충전되는 축전기에 연결된다.

## 같이 보기
- 플래시 (사진술)
- 광원 목록